# Planchonella baillonii
Planchonella baillonii là một loài thực vật có hoa trong họ Hồng xiêm. Loài này được (Zahlbr.) Dubard miêu tả khoa học đầu tiên năm 1912.